# Cionel Pérez
Cionel Felix Pérez (La Habana, Cuba, 21 de abril de 1996), más conocido como Cionel Pérez, es un jugador profesional cubano de béisbol que se desempeña en la posición de lanzador en Baltimore Orioles, equipo de las Grandes Ligas de Béisbol (MLB).

## Carrera
Pérez hizo su debut en la MLB con el equipo Houston Astros, en el cual jugó tres temporadas (2018-2020), después pasó a Cincinnati Reds (2021), posteriormente a Baltimore Orioles, donde lleva jugando tres temporadas.